# Ван дер Ленде, Сейтье
Сейтье ван дер Ленде-Тьепкема (нидерл. Sijtje van der Lende (-Tjepkema; род. 31 января 1950 года) — нидерландская конькобежка, участница зимних Олимпийских игр 1976 и  1980 года, 4-кратная чемпионка Нидерландов и 4-кратная призёр, 5-кратная рекордсменка чемпионата Нидерландов Первая женщина-тренер в Нидерландах.

## Биография
Сейтье выросла в небольшой деревне Соннега, в 15 километрах от Херенвена, и где не было ничего, кроме как зимой кататься на коньках на канавах. Зимой 1963 года, в возрасте 13 лет она начала кататься на коньках. Через три года поехала на велосипеде в соседний Херенвен, чтобы заниматься профессионально конькобежным спортом.
С 1968 года стала участвовать на юниорском чемпионате Нидерландов и сразу заняла 2-е место в многоборье в своей возрастной категории. В 1970 году дебютировала на чемпионате Нидерландов среди взрослых, но в течение трёх лет не показывала высоких результатов. В январе 1973 года Сейтье стала 4-й в многоборье на Национальном уровне и дебютировала в составе сборной на спринтерском чемпионате мира, где "провалила" свои старты и заняла только 28-е место. Следом финишировала 13-й на чемпионате Европы и на чемпионате мира в классическом многоборье.
В 1974 году выиграла бронзовую медаль на чемпионате Нидерландов в многоборье и участвовала на чемпионате Европы в Херенвене, где заняла 5-е место в сумме многоборья, а также на чемпионате мира в классическом многоборье с 9-м местом в общем зачёте. Тогда же участвовала на чемпионате мира в спринтерском многоборье и заняла 19-е место. Через год вновь стала третьей на чемпионате Нидерландов в многоборье.
В 1976 году Сейтье выиграла Национальный чемпионат в многоборье и поехала на свои первые зимние Олимпийские игры в Инсбруке, где соревновалась на 4-х дистанциях и заняла 9-е место в беге на 3000 м, 11-е на 1000 м, 13-е на 1500 м и 24-е на 500 м. В том же 76-м поднялась на 4-е место на чемпионате мира в классическом многоборье, а вот на чемпионате мира в спринте вновь заняла не высокое 14-е место. На следующий год и в 1979 году становилась чемпионкой страны в многоборье, а в 1978 и 1980 годах занимала третье место.
На чемпионатах мира было сложнее. С 1977 по 1980 год лучшим результатом стало 7-е место на чемпионате мира в классическом многоборье 79-го года, а на спринтерском чемпионате мира лучшим было 6-е место в многоборье в 1977 году. На зимних Олимпийских играх в Лейк-Плэсиде заняла 13-е место в забеге на 1000 м, 15-е на 1500, 16-е на 3000 м и 26-е на 500 м. После игр у неё результаты упали, она перестала попадать на подиум в Национальном чемпионате и в 1984 году завершила карьеру спортсменки.

## Карьера тренера
Сейтье ван дер Ленде после карьеры прошла курс обучения тренеров у Эрбена Веннемарса, а затем в 1984 году занялась тренерской деятельностью. Сначала тренировала в Болсварде одиннадцать лет, позже в Херенвене и в регионе Фрисландия с коммерческими командами "VPZ" и "DSB", после окончания контракта с "VPZ", с мая 2008 года тренировала в Китае. В Чанчуне она проработала 2 года. Год спустя она снова поехала в Китай на шесть недель, чтобы немного потренировать юниоров. В сезоне 2012/2013 работала с голландской топ-командой "Noord-Nederland". Несколько дней в неделю она проводит тренировки с женщинами и мужчинами пенсионного возраста. С 2023 года работает индивидуально со спортсменами и с командой "Frisk", в которой есть олимпийская чемпионка Эсме Виссер.